# Honda MH02
MH02 je bil eksperimentalno letalo/VLJ japonskega proizvajalca Honda Aircraft Company s sodelovanjem ameriške univerze Mississippi State University. Prototip je bil zgrajen leta 1992 in poletel 5. marca 1993.  MH02 je veliko uporabljal kompozitne materiale in je bil eno izmed prvih VLJ letal.
MH02 ni bil namenjen serijski proizvodnji. Imel je motorje nameščene na vertikalni strukturi nad krili in T-rep.

## Tehnične specifikacije
- Posadka: 1 ali 2
- Kapaciteta: 6 potnikov
- Dolžina: 11,25 m (36 ft 11 in)
- Razpon kril: 11,24 m (36 ft 11 in)
- Višina: 4,18 m (13 ft 9 in)
- Maks. vzletna teža: 3 600 kg (7 937 lb)
- Motorji: 2 × Pratt & Whitney Canada JT15D1 turbofan, 5,3 kN (1 200 lbf) potisk vsak

- Maks. hitrost: 654 km/h (406 mph; 353 vozlov)